# Brněnské fotbalové derby
Brněnské fotbalové derby je označení soutěžního utkání, které mezi sebou sehrávají brněnské celky FC Zbrojovka a SK Líšeň (od roku 2025 Artis) v  profesionální soutěži, ať už ve druhé lize nebo v poháru. První ligový zápas tohoto derby se uskutečnil v roce 2019, tedy hned v premiérovém druholigovém ročníku líšeňského klubu po jeho postupu z nižší soutěže (zatímco Zbrojovka sem právě sestoupila). Kromě sezóny 2022/23 (kdy Zbrojovka hrála opět první ligu) se tato utkání odehrávala i v následujících ročnících. Bilance osmi druholigových střetnutí do léta 2025 vyznívá 5:1 pro Zbrojovku, se dvěma remízami.
V květnu 2025 bylo oznámeno, že kromě změny identity klubu SK Líšeň na SK Artis Brno dojde i k přesunu mistrovských zápasů A-týmu z nevyhovujícího stadionu v Líšni. Minimálně další dvě utkání brněnského derby mezi těmito celky tak obě proběhnou na Městském fotbalovém stadionu Srbská (nově ShipEx Aréna), pouze se vystřídá označení domácího a hostujícího týmu. Oba týmy vyhlásily pro sezónu 2025/26 jasný cíl postoupit do první ligy. Od devátého utkání, které se konalo v pátek 8. 8. 2025, oba celky bojují o “štít primátorky města Brna”, 33cm vysokou trofej.
| FC Zbrojovka Brno 2024/2025 |  | SK Líšeň |

## Statistiky a přehled utkání
| 2019–2025 9 zápasů v historii |           |          |             |
| FC Zbrojovka Brno             | 5 – 3 – 1 | SK Líšeň | Brno, Česko |
|                               |           |          | Brno, Česko |

Vstřelených branek: 18 : 10
Průměrná, nejvyšší, nejnižší a celková návštěvnost: 3896 / 8 200 (vyprodáno) / 300 (covid-19) / 35 065
| Seznam zápasů | Seznam zápasů | Seznam zápasů     | Seznam zápasů | Seznam zápasů     | Seznam zápasů | Seznam zápasů |
| ------------- | ------------- | ----------------- | ------------- | ----------------- | ------------- | ------------- |
| Zápas         | Datum         | Domácí            | Skóre         | Hosté             | Místo         | Soutěž        |
| 1             | 14. 09. 2019  | FC Zbrojovka Brno | 2 : 0         | SK Líšeň          | Srbská        | II. liga      |
| 2             | 11. 06. 2020  | SK Líšeň          | 1 : 2         | FC Zbrojovka Brno | Líšeň         | II. liga      |
| 3             | 22. 08. 2021  | SK Líšeň          | 1 : 2         | FC Zbrojovka Brno | Líšeň         | II. liga      |
| 4             | 18. 03. 2022  | FC Zbrojovka Brno | 1 : 3         | SK Líšeň          | Srbská        | II. liga      |
| 5             | 27. 10. 2023  | FC Zbrojovka Brno | 3 : 0         | SK Líšeň          | Srbská        | II. liga      |
| 6             | 11. 05. 2024  | SK Líšeň          | 1 : 1         | FC Zbrojovka Brno | Líšeň         | II. liga      |
| 7             | 21. 09. 2024  | FC Zbrojovka Brno | 1 : 1         | SK Líšeň          | Srbská        | II. liga      |
| 8             | 19. 04. 2025  | SK Líšeň          | 1:4           | FC Zbrojovka Brno | Líšeň         | II. liga      |
| 9             | 8. 8. 2025    | SK Artis Brno     | 2:2           | FC Zbrojovka Brno | Srbská        | II. liga      |

## Detaily jednotlivých zápasů
| 8. kolo 14. září 2019 | FC Zbrojovka Brno                            | 2 – 0 | SK Líšeň 2019                              | Městský fotbalový stadion Srbská, Brno |  |  |
| 13:00                 | Pázler 22' Šumbera 77' Magera 84' Sedlák 90' |       | 2' Hlavica 45+2' Reteno Elekana 52' Hladík | Diváci: 8122 Rozhodčí: Klíma           |  |  |
|                       |                                              |       |                                            |                                        |  |  |

| 22. kolo 11. června 2020 | SK Líšeň 2019                                             | 1 – 2 | FC Zbrojovka Brno                            | Areál SK Líšeň, Brno            |  |  |
| 18:00                    | Silný 9' Málek 37' Matocha 41' Kučera 46', 57' Fall 90+1' |       | 45' (pen.) Fousek 45+1', 52'Růsek 83' Dreksa | Diváci: 300 Rozhodčí: Vojkovský |  |  |
|                          |                                                           |       |                                              |                                 |  |  |

| 5. kolo 22. srpna 2021 | SK Líšeň 2019                                                              | 1 – 2 | FC Zbrojovka Brno                                                     | Areál SK Líšeň, Brno              |  |  |
| 10:15                  | Lutonský 22' Kučera 31' O. Ševčík 57' Silný 73', 79' Málek 80' Otrísal 88' |       | 16' Řezníček 49' Hladík 63' Texl 66' Endl 90+3' Řezníček 90+4' Čermák | Diváci: 1 985 Rozhodčí: Dubravský |  |  |
|                        |                                                                            |       |                                                                       |                                   |  |  |

| 19. kolo 18. března 2022 | FC Zbrojovka Brno         | 1 – 3 | SK Líšeň 2019                                     | Městský fotbalový stadion Srbská, Brno |  |  |
| 17:00                    | Endl 49' Řezníček 72' 63' |       | 1' Pašek 32' O. Ševčík 45+1' Matocha 61' Lutonský | Diváci: 6118 Rozhodčí: Petřík          |  |  |
|                          |                           |       |                                                   |                                        |  |  |

| 14. kolo 27. října 2023 | FC Zbrojovka Brno                                      | 3 – 0 | SK Líšeň 2019                      | Městský fotbalový stadion Srbská, Brno  |  |  |
| 17:00                   | Řezníček 19', 29', 88' (pen.) Kronus 83' Potočný 90+1' |       | 33' Vandas 86' Jokovič 90+1' Aldin | Diváci: 3 622 Rozhodčí: Stanislav Volek |  |  |
|                         |                                                        |       |                                    |                                         |  |  |

| 28. kolo 11. května 2024 | SK Líšeň 2019       | 1 – 1 | FC Zbrojovka Brno     | Areál SK Líšeň, Brno                  |  |  |
| 17:00                    | Tauš 78' Dziuba 82' |       | 54' Řezníček 57' Endl | Diváci: 1 612 Rozhodčí: Lukáš Nehasil |  |  |
|                          |                     |       |                       |                                       |  |  |

| 10. kolo 21. září 2024 | FC Zbrojovka Brno      | 1 – 1 | SK Líšeň 2019        | Městský fotbalový stadion Srbská, Brno |  |  |
| 17:00                  | Štepanovský 86' (pen.) |       | 29' Sokol 67' Sedlák | Diváci: 3 092 Rozhodčí: Adam Trska     |  |  |
|                        |                        |       |                      |                                        |  |  |

| 24. kolo 19. dubna 2025 | SK Líšeň 2019                                              | 1–4 | FC Zbrojovka Brno                                                      | Areál SK Líšeň, Brno            |  |  |
| 12:30                   | Sedlák 9' Silný 49' (pen.) Málek 59' Pernica 64' Silný 72' |     | 3', 15' Žitný 10' Granečný 39' Texl 65' Vachoušek 77' Břečka 86' Šural | Diváci: 2014 Rozhodčí: Pechanec |  |  |
|                         |                                                            |     |                                                                        |                                 |  |  |

| 5. kolo 8. srpna 2025 | SK Artis Brno                                | 2–2 (1–2) | FC Zbrojovka Brno                                          | ShipEx Aréna, Brno            |  |  |
| 18:00                 | Adediran 8' 37' Pospíšil 62' 62' Besedin 23' |           | 23' Rymarenko 26' Hofmann 34' Klíma 52' Vedral 87' Hofmann | Diváci: 8200 Rozhodčí: Radina |  |  |
|                       |                                              |           |                                                            |                               |  |  |